# Ẩm thực Sakha

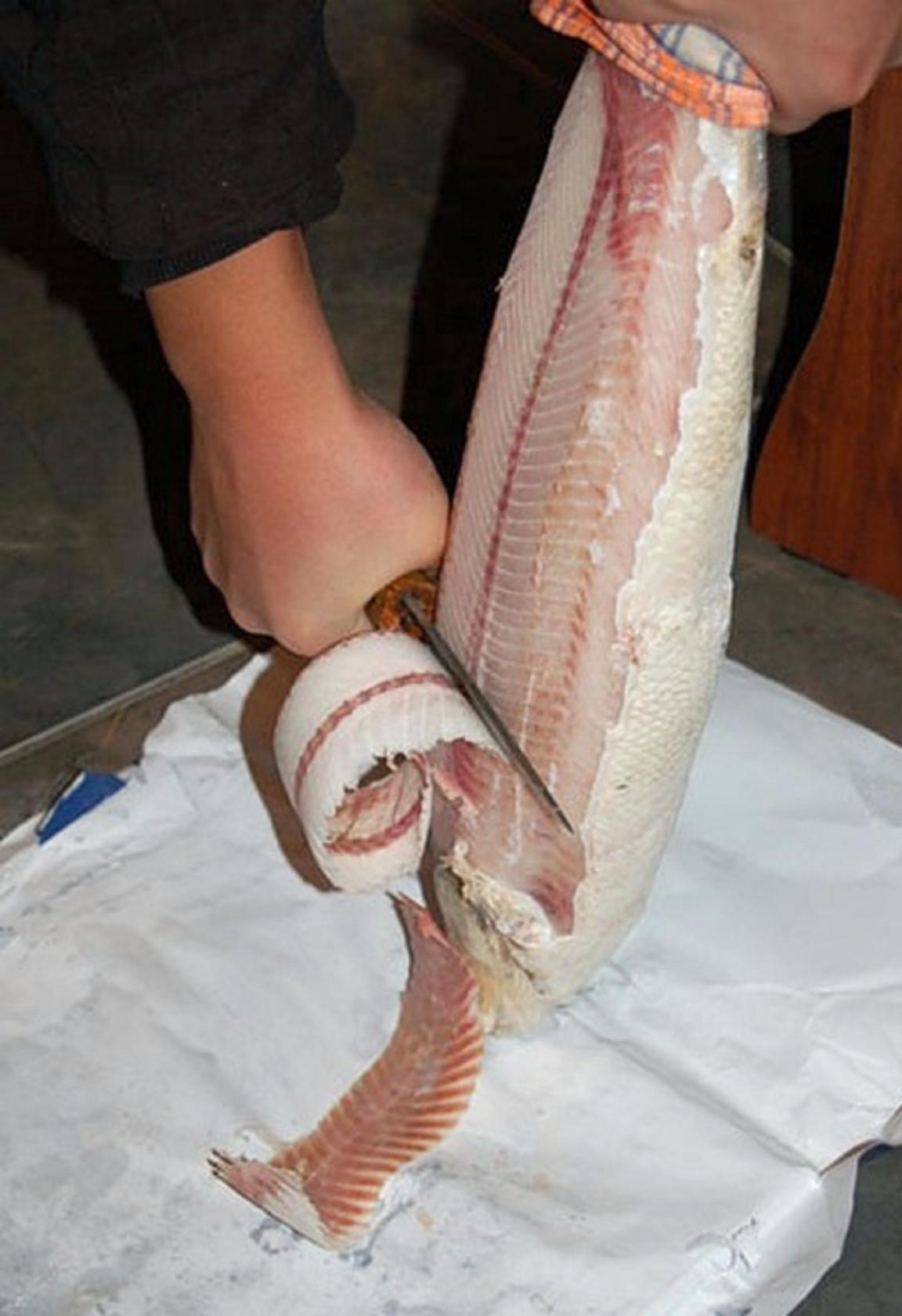
Món cá đông Stroganina

Ẩm thực Sakha (tiếng Yakut: Саха аһа) bao gồm các kỹ thuật nấu ăn thông thường và kỹ thuật chế biến truyền thống cũng như nghệ thuật ẩm thực của Sakha. Nền ẩm thực ở đây chịu ảnh hưởng từ khí hậu phía bắc của khu vực lạnh giá quanh năm và lối sống du mục truyền thống của người Yakut, cũng như có sự ảnh hưởng của ẩm thực Nga. Ẩm thực Sakha thường dựa chủ yếu vào các sản phẩm từ sữa, thịt, cá, và việc nhặt nhạnh.

## Đặc trưng

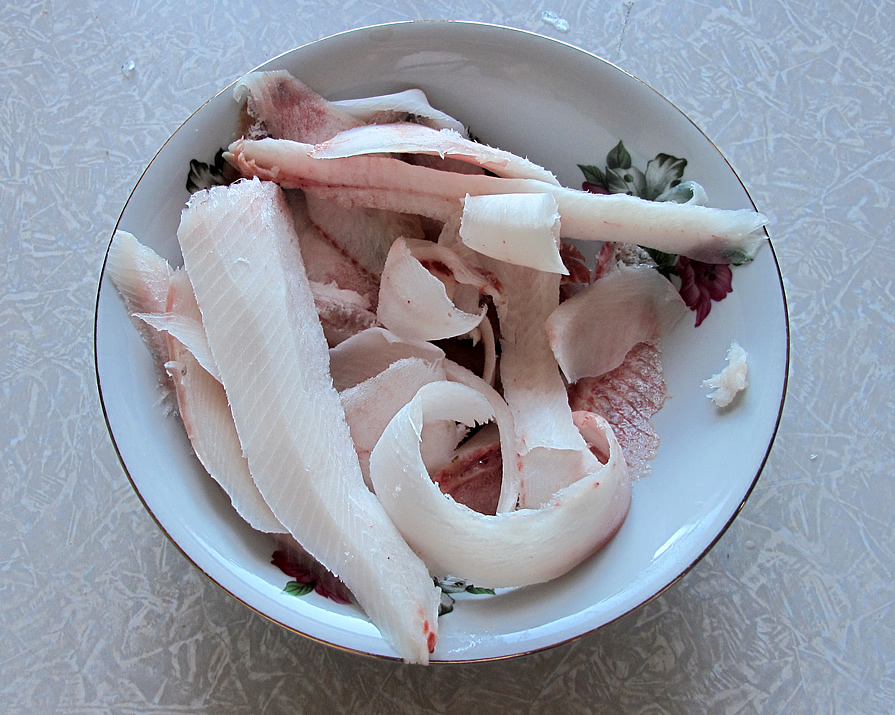
Một tô Stroganina

Một trong những món ăn ở vùng Sakha nổi tiếng nhất là Stroganina đó những lát cá sống được thái mỏng và người ta nhấm nháp chúng khi đông lạnh mà không cần phải nấu chín, và thuật ngữ Stroganina cũng được chỉ về những món chế biến từ thịt và gan ngựa non, món này được ăn với gia vị cay. Một món cá phổ biến khác là Indigirka, bao gồm các khúc cá nhỏ đông lạnh được nêm hành, muối, tiêu, gia vị và thảo mộc khác. Thịt được chế biến sẵn và không có muối là một thứ hàng xa xỉ và thường được dành cho các bữa tiệc và chỉ những con vật bị bệnh mới bị giết thịt và thường được ăn vào các dịp lễ, giỗ.
Sữa tươi được vắt ra để uống và cũng được dùng để làm bơ, sữa đông và sữa chua đặc gọi là Suorat và sữa chua Kumis. Một món ăn phổ biến là Khaan, một loại dồi huyết làm từ tiết và ruột ngựa hoặc ruột bò. Mặc dù chỉ có thể vắt sữa bò vào đầu mùa hè, nhưng trong lịch sử, các sản phẩm từ sữa chiếm phần quan trọng nhất trong chế độ ăn uống của người Sakha. Ngoài việc uống sữa, người Sakha còn sử dụng nó để làm bơ, sữa đông, kumis và suorat. Một trong những món tráng miệng phổ biến nhất là Kierchekh, một món ngọt được làm từ kem, quả mọng và đường, có thể thêm sữa vào. Ngoài ra, những người du mục còn có món trà cá.
Người Sakha cũng phụ thuộc rất nhiều vào những sản vật kiếm được từ lối sống du mục. Theo truyền thống, người Sakha ăn món được chế biến từ nhựa cây thông, được nghiền nhỏ rồi trộn với sữa để tạo thành một loại bột. Phụ nữ hái lượm các loại hành dại, quả mọng, tỏi dại, hoa loa kèn và nhiều loại rễ khác nhau. Sau này, người Nga đến và mang theo bánh mì, đường, trà, rượu vodka và các loại ngũ cốc được trồng trọt vào nền ẩm thực nơi đây Nấm chỉ được dùng làm thực phẩm sau khi người Nga đến, trước đây nấm chỉ được sử dụng cho mục đích gây ảo giác trong các nghi lễ

## Chú thích

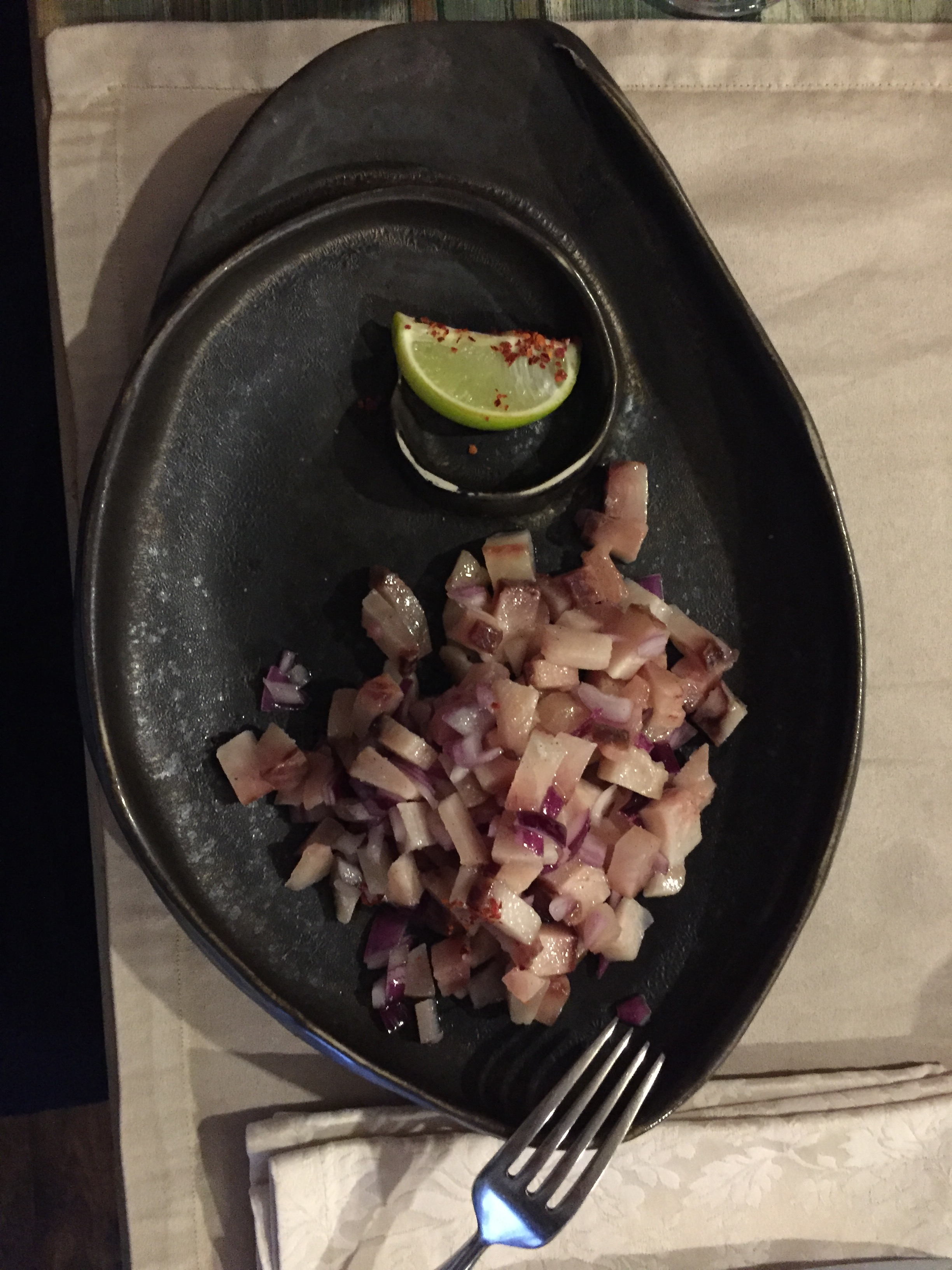
Món Indigirka